# Михохос Георгій Георгійович
Георгій Георгійович Михохос (нар. 5 січня 1941, Джанкой, СРСР — пом. 7 березня 2009) — радянський футболіст, нападник, відомий завдяки виступам у складі сімферопольської «Таврії».

## Життєпис
Георгій Михохос народився в Джанкої, де виступав за місцевий «Спартак». У 1961 році засвітився в команді сімферопольського ГБО, а згодом опинився і у головній команді Криму — «Таврії». Молодому нападнику одразу ж вдалося завоювати прихильність сімферопольських вболівальників за рахунок безстрашної та самовідданої гри. Згодом прийшла і результативність. Протягом шести сезонів Михохос був одним з лідерів «Таврії», міг повести команду за собою та вирішити долю матчу самотужки. У 1964 році отримав пропозицію перейти до німецького клубу «Кікерс», однак на той час перехід радянського футболіста у закордонний клуб просто неможливим. На жаль, гравці суперники не шкодували ніг технічного нападника і у 1966 році він змушений був закінчити активні виступи через проблеми зі здоров'ям. Зустрічається інформація про те, що наступного року Михохос з'являвся у складі футбольного клубу «Коктебель» з Щебетовки, однак жодного підтвердження цьому немає.
Після припинення футбольної кар'єри Георгій Михохос присвятив себе морю — працював рибалкою на суднах «Керчрибпрому».
Помер у березні 2009 року після тривалої важкої хвороби.

## Досягнення
Командні трофеї
- Бронзовий призер зони УРСР класу «Б» чемпіонату СРСР (1): 1962

Індивідуальні відзнаки
- Майстер спорту СРСР